# Lede

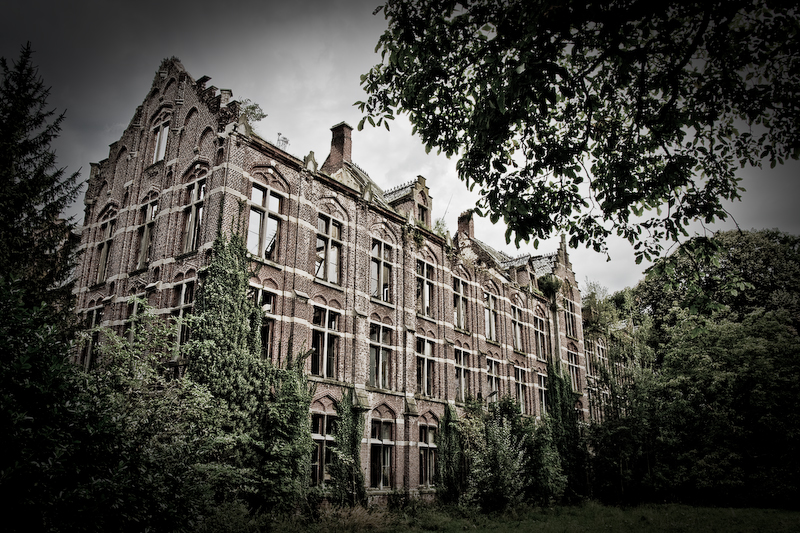
Construção no município de Lede.

Lede é um município belga localizado no distrito de Aalst, província de Flandres Oriental. O município compreende as vilas de Impe, Lede, Oordegem, Smetlede, Wanzele e  Papegem.  A 1 de janeiro de 2006, o município de Lede tinha uma população de 17 068 habitantes, uma área de 29,69 km² e uma densidade populacional de  575 habitantes por km².
Lede é conhecida pela sua estátua de Santa Maria, "Onze-Lieve-Vrouw-van-Zeven-Smarten", que de acordo com uma lenda local terá poderes mágicos, fazendo de Lede um destino de peregrinação. A estátua é levada em volta da igreja local durante um domingo de Junho, depois de uma festival bianual que tem a duração de nove dias. A igreja local edificada em 1496, aloja essa estátua. O castelo de Mesen fica no centro da vila de Lede. Esta igreja será destruída em 2007.